# Château d'Urendorf
Le château d'Urendorf est un monument historique situé à Ernolsheim-Bruche, dans le département français du Bas-Rhin.

## Localisation
Ce bâtiment est situé au 116, Grand-Rue et au 1 rue du Château à Ernolsheim-Bruche.

## Historique
Le château est construit en 1554 par Jean Gaspard Ritter d'Urendorf. A l'extinction de la branche masculine de la famille, il devient la propriété des Tristett. 
En 1651, il est partagé entre les Landsberg et les Bettendorf. Ces derniers le vendent en 1685 aux Rathsamhausen-Ehnwihr.
En 1732, il est acheté par les Cléry puis en 1754 par les Wimpfen et en 1781 par les Wurmser.
Après la Révolution, le château devient une exploitation agricole.
L'édifice fait l'objet d'une inscription au titre des monuments historiques depuis 1936.